# Transportdienststelle See der Bundeswehr

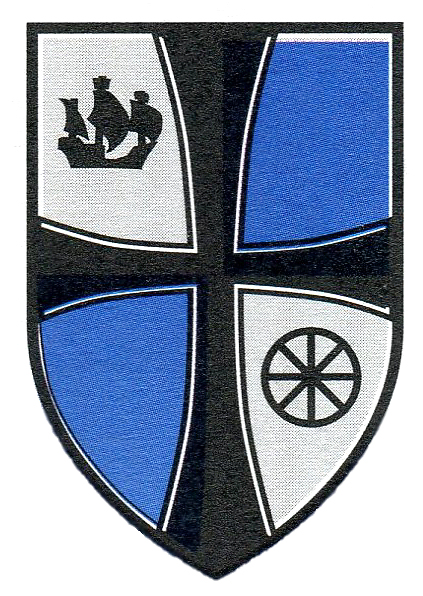
Verbandsabzeichen

Die Transportdienststelle See der Bundeswehr war eine logistische Dienststelle der Bundeswehr. Zuletzt war sie dem Streitkräfteamt unterstellt.

## Geschichte
1956 wurde in Bremerhaven die Weiterleitungsstelle See der Bundeswehr in Bremerhaven aufgestellt. Sie sollte Wehrmaterial aus Übersee, welches für den Aufbau der Bundeswehr bestimmt war, entgegennehmen und an die entsprechenden Stellen weiterleiten. 1959 verfügte der Inspekteur der Marine, Vizeadmiral Friedrich Ruge die Aufstellung der Transportdienststelle See der Bundeswehr in Hamburg. Hintergrund dafür war die Notwendigkeit einer Dienststelle in der alle militärischen Transportfragen zum Nachschub über See zentral abgewickelt werden konnten, um die Versorgung mit Rüstungs- und Versorgungsgütern über See sicherzustellen. Die Transportdienststelle hatte in Friedenszeiten alle militärischen Seetransportoperationen mit Handelsschiffen sowie den damit verbundenen Umschlägen zu planen und durchzuführen. Im Verteidigungsfall sollte sie die Interessen der Bundeswehr und der verbündeten Streitkräfte bei der Obersten Nationalen Schifffahrtsbehörde im Bundesverkehrsministerium auf Gestellung von zivilem Seetransportraum und Umschlagmitteln vertreten und die zugewiesenen Mittel und Kräfte auftrags- und bedarfsgerecht einsetzen.

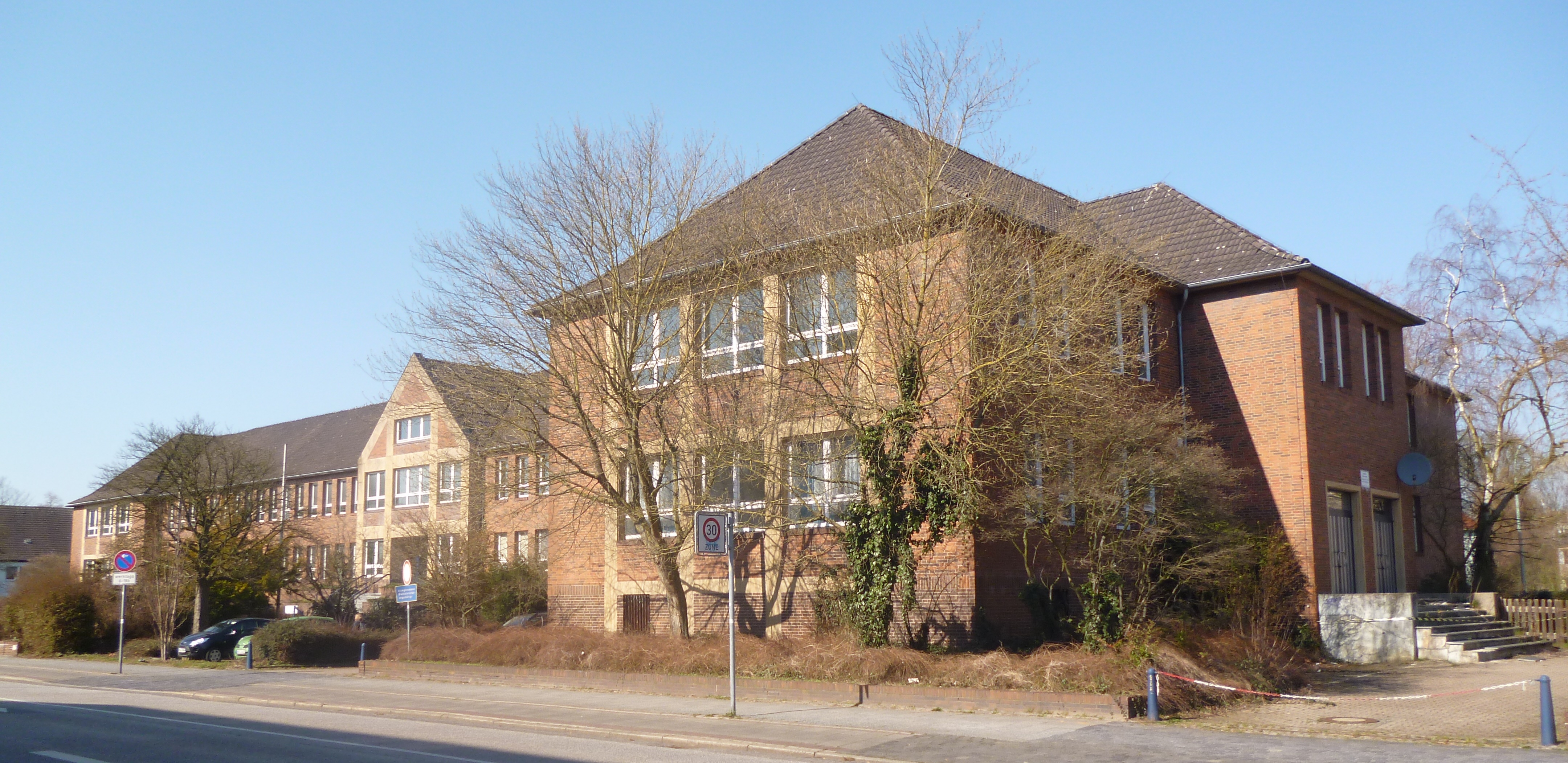
Gebäude in der Wiener Straße

1974 wurden die Transportdienststelle See der Bundeswehr nach Bremerhaven verlegt und mit der Weiterleitungsstelle See der Bundeswehr unter dem Namen Transportdienststelle West der Bundeswehr vereinigt. Ab 1980 war die Bezeichnung wieder Transportdienststelle See der Bundeswehr. Ihr unterstanden als Geräteeinheiten das HQ Oberste Nationale Schifffahrtsbehörde in Leer (Ostfriesland), das 1987 in HQ National Shipping Authority (Germany) umbenannt wurde sowie bis zu ihrer Auflösung 1987 die Transportdienststelle West der Bundeswehr in Wilhelmshaven und die Transportdienststelle Nord der Bundeswehr in Husum. Eine abgesetzte Teileinheit für Luftfrachtsteuerung war in der Luftwaffenkaserne (Köln) in Wahnheide stationiert.
Aufgrund der Wiedervereinigung und dem daraus resultierenden Abzug der Gruppe der Sowjetischen Streitkräfte in Deutschland wurde 1991 in Rostock eine Außenstelle aufgestellt, um den Abtransport des sowjetischen Militärmaterials über See zu unterstützen. Die Außenstelle wurde 1994 nach dem vollständigen Abzug der Truppen aus Deutschland wieder aufgelöst.
Ende 1996 initiierte der Generalinspekteur Hartmut Bagger eine Neuordnung des Verkehrs- und Transportwesens in der Bundeswehr. Zum 30. September 1997 wurde die abgesetzte Teileinheit Luftfrachtsteuerung an die Luftwaffe abgegeben. 1999 wurde der Auftrag, das Hauptquartier bei der Obersten Nationalen Schifffahrtsbehörde zu vertreten, von der Dienststelle abgegeben. 2002 wurde die Transportdienststelle See der Bundeswehr aufgelöst; ihre Aufgaben übernahm das Dezernat Seetransport im Logistikzentrum der Bundeswehr.

## Dienststellenleiter
| Name                | Dienstgrad              | von  | bis  |
| Banditt             | Kapitän zur See (KptzS) | 1959 | 1962 |
| Reischauer          | KptzS                   | 1962 | 1966 |
| Bredekamp           | KptzS                   | 1966 | 1971 |
| Bernhard Emde       | KptzS                   | 1971 | 1977 |
| Werner Gröhe        | KptzS                   | 1977 | 1982 |
| Helmut Kossyk       | KptzS                   | 1982 | 1985 |
| Horst Wagner        | KptzS                   | 1985 | 1994 |
| Hans-Erwin Dietrich | KptzS                   | 1994 | 2002 |